# Raketiranje Banskih dvora
Raketiranje Banskih dvora označava zračni napad Jugoslavenske narodne armije na Banske dvore, službeno sjedište Vlade Republike Hrvatske u Zagrebu, 7. listopada 1991. godine tijekom Domovinskoga rata.
Cilj napada bio je ubiti hrvatskog predsjednika Franju Tuđmana, a radi potpunog uništenja političkog vodstva Hrvatske i slom borbenog morala Hrvata.

## Tijek događaja
Dana 25. lipnja 1991. godine Hrvatska i Slovenija proglasile su svaka svoju neovisnost od SFR Jugoslavije. Slijedeći preporuku međunarodne zajednice, njihove su deklaracije privremeno odgođene sve do 8. listopada.
Početkom listopada 1991. udružena JNA, hrvatski Srbi s okupiranih hrvatskih teritorija i srpski dragovoljci iz Srbije, BiH i Crne Gore izveli su opći frontalni napad na Hrvatsku u kojem su napali sve ključne točke i gradove u Hrvatskoj, a radi potpunog sloma hrvatske obrane.
Dana 7. listopada sirene civilne zaštite oglasile su se u Zagrebu. Oko 15 sati eksplozija je odjeknula Banskim dvorima (službeno sjedište Vlade Republike Hrvatske tijekom Domovinskog rata), koji se nalaze u središtu glavnoga grada. Hrvatska vlada izvjestila je da su jugoslavenski borbeni avioni MiG-29 (najsuvremeniji zrakoplovi što ih je imala JNA) napali zgradu ispalivši 6 raketapri čemu je jedna raketa izravno pogodila palaču (i predsjednikovo krilo zgrade) dok su druge pale na susjedne zgrade. U napadu je zrakoplovstvo JNA ranilo nekoliko ljudi ranjeno, zgrade u okolici oštećene su ili porušene, a male ljudske žrtve posljedica je bilo na vrijeme oglašeno upozorenje za zračni napad.
U trenutku napada hrvatski predsjednik Tuđman pregovarao je s legalnim predsjednikom Predsjedništva SFRJ Stjepanom Mesićem (Predsjedništva SFRJ, u kojem je četiri dana ranije bio izvršen državni udar Srbije nelegalnim izborom Branka Kostića za predsjednika) i predsjednikom Saveznoga izvršnog vijeća Antom Markovićem, u biti jugoslavenskim premijerom. U napadima su mogli biti ubijeni Franjo Tuđman, novoizabrani hrvatski predsjednik, Stipe Mesić, predsjednik predsjedništva Jugoslavije i Ante Marković, jugoslavenski premijer, jer su sva trojica u to vrijeme bila u zgradi, no svi su preživjeli. Jedan je građanin ipak ubijen, a dijelovi zgrade teško su oštećeni.
Dan prije raketiranja hrvatska je vojska primila informacije s aerodroma Željave (blizu Bihaća) o zračnoj zadaći visoke tajnosti koju je JNA pripremala za sljedeći dan, no one nisu smatrane ozbiljnima zbog nedostatka detalja.
JNA i jugoslavenski službenici poricali su bilo kakvu odgovornost ili upletenost u incident, pa su čak tvrdili da je eksploziju uzrokovala sama hrvatska vlada.
Dan nakon raketiranja Hrvatski sabor proglasio je neovisnost, donošenjem Odluke o raskidu državnopravnih sveza s ostalim republikama i pokrajinama SFRJ. Taj se dan ranije obilježavao kao državni praznik u Hrvatskoj, Dan neovisnosti.

## Vanjske poveznice
- Video: posljedice raketiranja